# Нощино
Нощино (рос. Нощино) — присілок в Невельському районі Псковської області Російської Федерації.
Населення становить 12 осіб. Входить до складу муніципального утворення Івановська волость.

## Історія
Від 2015 року входить до складу муніципального утворення Івановська волость.

## Населення
| 2002 | 2010 |
| ---- | ---- |
| 18   | ↘12  |